# Raimonds Krollis
Raimonds Krollis (ur. 28 października 2001 w Rydze) – łotewski piłkarz, reprezentant kraju oraz zawodnik klubu Spezia Calcio.

## Kariera klubowa
Raimonds Krollis jest wychowankiem łotewskiego klubu FS METTA/Latvijas Universitāte.

## Kariera reprezentacjyjna
Raimonds Krollis debiutował w reprezentacji 6 września 2020 roku w zremisowanym 1:1 wyjazdowym meczu z Maltą w ramach Ligi Narodów UEFA. Dnia 17 listopada 2020 roku zdobył swoją pierwszą bramkę w barwach narodowych w spotkaniu z Andorą.

## Bramki w reprezentacji
| Nr | Data              | Obiekt                          | Przeciwnik | Bramka na | Rezultat | Zawody                        |
| -- | ----------------- | ------------------------------- | ---------- | --------- | -------- | ----------------------------- |
| 1. | 17 listopada 2020 | Estadi Nacional, Andora, Andora | Andora     | 0–5       | 0:5      | Liga Narodów UEFA (2020/2021) |